# Harold Hotelling
Harold Hotelling (Fulda, 29 settembre 1895 – Chapel Hill, 26 dicembre 1973) è stato uno statistico statunitense.
Nato a Fulda nel Minnesota (USA) ha passato la maggior parte della sua infanzia a Seattle nello stato Washington. Dopo il bachelor in giornalismo nel 1919 fece il master in matematica nel 1921 presso l'Università di Washington. Nel 1924 consegue il Ph.D. in matematica presso la Princeton University e lo stesso anno comincia a insegnare alla Stanford University. Nel 1929 si reca in Inghilterra per studiare con R. A. Fisher. Nello stesso anno teorizza l'omonimo "Modello di Hotelling" introducendo la nozione di competizione spaziale in un duopolio. La soluzione a questo problema anticipava l'approccio "game-theoretic": l'equilibrio perfetto nei sottogiochi, definito successivamente da Selten.
Il suo nome è noto in ambito della statistica per via della distribuzione T-quadrato di Hotelling e il suo uso nell'ambito dei test di verifica d'ipotesi in statistica e delle regioni di confidenza. Ha introdotto negli anni 1930 l'analisi di correlazione canonica e l'analisi delle componenti principali con gli articoli "Analysis of a Complex of Statistical Variables with Principal Components" (1933), "The most predictable criterion" (1935) e la relazione "Relation Between Two Sets of Variates" del 12 settembre 1935 davanti alla Società Americana di Matematica (relazione pubblicata in Biometrika l'anno seguente).
È stato titolare della cattedra di econometria, membro della facoltà della Columbia University dal 1931 al 1946 e membro fondatore del primo dipartimento di statistica degli Stati Uniti presso la University of North Carolina at Chapel Hill dal 1946 fino alla sua morte. Una strada a Chapel Hill (Carolina del Nord) porta il suo nome. Nel 1972 ha ricevuto il North Carolina Award per il contributo alla scienza.
Lo storico Stephen Stigler ritiene che è grazie ai suggerimenti di Hotelling in una lettera a Ronald Fisher che i cumulanti sono oggi noti con tale nome.

## Opere
- "A General Mathematical Theory of Depreciation", 1925, Journal of ASA.
- "Differential Equations Subject to Error", 1927, Journal of ASA
- "Applications of the Theory of Error to the Interpretation of Trends", with H. Working, 1929,     Journal of ASA.
- "Stability in Competition", 1929, EJ.
- "The Economics of Exhaustible Resources", 1931, JPE.
- "The Generalization of Student's Ratio", 1931, Annals of Mathematical Statistics.
- "Edgeworth's Taxation Paradox and the Nature of Supply and Demand Functions", 1932, JPE.
- "Analysis of a Complex of Statistical Variables with Principal Components", 1933, Journal of Educational Psychology
- "Demand Functions with Limited Budgets", 1935, Econometrica.
- "The most predictable criterion", 1935, Journal of Educational Psychology
- "Relation Between Two Sets of Variates", 1936, Biometrika.
- "Rank Correlation and Tests of Significance Involving no Assumption of Normality", in "American Mathematical Statistics", 1936 (coautore M. R. Pabst)
- "The General Welfare in Relation to Problems of Taxation and of Railway and Utility Rates", 1938, Econometrica.
- "A generalized T-Test and measure of multivariate dispersion", Proc. Second Berkeley Symposium of Mathematical Statistics and Probability, 1951